# Baku Tower
La Baku Tower o Torre de Bakú es un rascacielos de Bakú (Azerbaiyán), que tiene 49 plantas sobre el terreno y una altura de 276 metros. Sus obras empezaron en 2014 y se completaron en 2022. La torre alberga principalmente oficinas, y su dirección es Avenida Heydar Aliyev, 109. El edificio está construido en hormigón armado y acero. Actualmente, la Baku Tower es el edificio más alto de Azerbaiyán.